# Steven Clark
Steven Thomas Clark (Mason, 14 aprile 1986) è un calciatore statunitense, di ruolo portiere, svincolato.

## Carriera

### Club

#### Gli inizi
Clark giocò a livello NCAA per gli Oakland Golden Grizzlies. Dal 2006 al 2009 fu in forza ai Michigan Bucks, franchigia militante nella USL Premier Development League. In quattro stagioni in squadra, totalizzò 75 presenze. Nel 2009, passò al Charleston Battery.

#### Hønefoss
Nel 2010, venne ingaggiato dai norvegesi dello Hønefoss. Esordì nell'Eliteserien in data 5 aprile, schierato titolare nella sconfitta per 5-1 sul campo dello Haugesund. Collezionò 4 presenze nel primo campionato, limitandosi principalmente al ruolo di secondo portiere alle spalle del titolare Thomas Solvoll. Al termine della stagione, lo Hønefoss retrocesse in 1. divisjon.
L'anno successivo, Clark fu promosso titolare. Lo Hønefoss chiuse l'annata al primo posto e conquistò così la promozione nella seguente Eliteserien; lo statunitense giocò tutte le 30 partite stagionali e concesse 28 reti, che resero la difesa della sua squadra la meno battuta del campionato. A fine stagione, rinnovò il contratto che lo legava al club per altre due stagioni.
Nel campionato 2012, Clark giocò ancora tutte le 30 partite di campionato disputate dallo Hønefoss e contribuì al raggiungimento della salvezza. Nel mese di giugno, la Norges Fotballforbund si accorse che Clark non era in possesso di un permesso di lavoro e per questo la sua squadra era a rischio penalizzazione. Il 21 ottobre 2012, al termine della partita pareggiata per 0-0 contro lo Stabæk, Clark si rese protagonista di un gesto spiacevole nei confronti dei tifosi avversari: si rivolse loro chiamandoli omosessuali e augurando loro la retrocessione nella 1. divisjon. Poco dopo, Clark si scusò per il suo gesto. Ricevette una multa di 10.000 corone.
Rimase in forza allo Hønefoss anche per il campionato 2013, culminato con la retrocessione. Il 1º maggio 2013, fu titolare in occasione della sfida valida per il primo turno del Norgesmesterskapet contro il Birkebeineren: la partita terminò sul punteggio di 1-1 e si trascinò fino ai tiri di rigore, dove lo Hønefoss ebbe la meglio. Clark derise i calciatori avversari che avevano sbagliato il penalty e per questo fu multato di altre 20.000 corone. A fine stagione, lasciò il club in scadenza di contratto.

#### Columbus Crew
Clark passò allora ai Seattle Sounders, franchigia militante nella Major League Soccer. Il 16 dicembre 2013, passò al Columbus Crew in cambio della scelta del quarto turno del SuperDraft 2015. Esordì nella Major League Soccer in data 8 marzo 2014, schierato titolare nella vittoria per 0-3 in casa del D.C. United.

#### Horsens
Il 17 gennaio 2017 è stato ingaggiato ufficialmente dai danesi dell'Horsens, a cui si è legato con un contratto fino al 30 giugno successivo.

#### Il ritorno in MLS
Il 16 agosto 2017 è passato ufficialmente al D.C. United, facendo ritorno nella Major League Soccer. A metà della sua seconda stagione nei D.C. United, si trasferisce ai Portland Timbers, dove poi ci rimarrà poi per le successive 3 stagioni; in cui vincerà l'edizione del MLS is Back Tournament.
Il 22 dicembre 2021, firma per gli Houston Dynamo.

## Statistiche

### Presenze e reti nei club
Statistiche aggiornate al 27 dicembre 2021.
| Stagione                | Club                    | Campionato              | Campionato | Campionato | Coppe nazionali | Coppe nazionali | Coppe nazionali | Coppe continentali | Coppe continentali | Coppe continentali | Supercoppe | Supercoppe | Supercoppe | Totale | Totale |
| Stagione                | Club                    | Comp                    | Pres       | Reti       | Comp            | Pres            | Reti            | Comp               | Pres               | Reti               | Comp       | Pres       | Reti       | Pres   | Reti   |
| ----------------------- | ----------------------- | ----------------------- | ---------- | ---------- | --------------- | --------------- | --------------- | ------------------ | ------------------ | ------------------ | ---------- | ---------- | ---------- | ------ | ------ |
| 2010                    | Hønefoss                | ES                      | 4          | -8         | -               | -               | -               | -                  | -                  | -                  | -          | -          | -          | 4      | -8     |
| 2011                    | Hønefoss                | 1D                      | 30         | -28        | CN              | 1               | -3              | -                  | -                  | -                  | -          | -          | -          | 31     | -31    |
| 2012                    | Hønefoss                | ES                      | 30         | -42        | -               | -               | -               | -                  | -                  | -                  | -          | -          | -          | 30     | -42    |
| 2013                    | Hønefoss                | ES                      | 30         | -47        | CN              | 3               | -3              | -                  | -                  | -                  | -          | -          | -          | 33     | -50    |
| Totale Hønefoss         | Totale Hønefoss         | Totale Hønefoss         | 94         | -125       |                 | 4               | -6              |                    |                    |                    |            |            |            | 98     | -131   |
| 2014                    | Columbus Crew           | MLS                     | 34+2       | -42 + -7   | USOC            | 1               | -1              | -                  | -                  | -                  | -          | -          | -          | 35+2   | -43-7  |
| 2015                    | Columbus Crew           | MLS                     | 34+5       | -53 + -6   | USOC            | 0               | -0              | -                  | -                  | -                  | -          | -          | -          | 34+5   | -53-6  |
| 2016                    | Columbus Crew           | MLS                     | 32         | -51        | USOC            | 0               | -0              | -                  | -                  | -                  | -          | -          | -          | 3      | -4     |
| Totale Columbus Crew    | Totale Columbus Crew    | Totale Columbus Crew    | 71+7       | -99 + -13  |                 | 1               | -1              |                    |                    |                    |            |            |            | 79     | -113   |
| gen.-giu. 2017          | Horsens                 | SL                      | 17         | -25        | CD              | 0               | 0               | -                  | -                  | -                  | -          | -          | -          | 17     | -25    |
| ago.-dic. 2017          | D.C. United             | MLS                     | 5          | -11        | USOC            | -               | -               | -                  | -                  | -                  | -          | -          | -          | 5      | -11    |
| gen.-ago. 2018          | D.C. United             | MLS                     | 3          | -6         | USOC            | 1               | -1              | -                  | -                  | -                  | -          | -          | -          | 4      | -7     |
| Totale D.C. United      | Totale D.C. United      | Totale D.C. United      | 8          | -17        |                 | 1               | -1              |                    |                    |                    |            |            |            | 9      | -18    |
| ago.-dic. 2018          | Portland Timbers        | MLS                     | 8          | -11        | USOC            | -               | -               | -                  | -                  | -                  | -          | -          | -          | 8      | -11    |
| 2019                    | Portland Timbers        | MLS                     | 24+1       | -25 + -2   | USOC            | 4               | -3              | -                  | -                  | -                  | -          | -          | -          | 29     | -30    |
| 2020                    | Portland Timbers        | MLS                     | 17+1       | -25 + -1   | -               | -               | -               | -                  | -                  | -                  | MisB       | 7          | -8         | 25     | -34    |
| 2021                    | Portland Timbers        | MLS                     | 24+4       | -30 + -2   | -               | -               | -               | CCL                | 2                  | -2                 | -          | -          | -          | 30     | -34    |
| Totale Portland Timbers | Totale Portland Timbers | Totale Portland Timbers | 73+6       | -91 + -5   |                 | 4               | -3              |                    | 2                  | -2                 |            | 7          | -8         | 92     | -87    |
| Totale                  | Totale                  | Totale                  | 292+13     | -404 + -18 |                 | 10              | -11             |                    | 2                  | -2                 |            | 7          | -8         | 324    | 443    |

## Palmarès

### Club

#### Competizioni nazionali
- MLS is Back Tournament: 1

Portland Timbers: 2020
- Lamar Hunt U.S. Open Cup: 1

Houston Dynamo: 2023